# Тавры
Тавры (др.-греч. Ταύροι, Tauri) — народ, населявший в древности южное побережье (преимущественно горную часть) Крыма, известное в то время как Таврика или Таврида (др.-греч. Ταυρίδα). 
Тавры упомянуты в трудах древних греческих и римских историков и географов. По свидетельству Геродота, крымские тавры «приносят в жертву (богине) Деве потерпевших кораблекрушение и вообще доставшихся им в руки эллинов… а самое богиню, которую они так чествуют, тавры называют Ифигенией, дочерью Агамемнона». Первые упоминания — VI век до н. э., последние — I век н. э. К этому времени смешались со скифами и обычно греками назывались «Тавроскифами» (греч. Σκυθοταύροι, Ταύροι Σκύθες, Ταυροσκύθες).

## Этногенез
Этническая принадлежность древних тавров неясна. Тавры (так же как и скифы) не были самоназванием, эти имена дали им древние греки, пытавшие колонизировать полуостров, предположительно по культу быка у этого народа. Точно не известно, на каком языке они говорили, хотя делались попытки отнести его к индоевропейским (реликтовым индоарийским) языкам (вместе с меотами). По археологическим находкам тавров сближают с остатками срубной культурно-исторической общности. Возможно сближение тавров и с каким-то этноязыковым тохарским реликтом.
Любопытно, что в сообщении анонимного автора VI века н. э. Псевдо-Арриана готский язык назван таврским. Рассказывая о гуннском племени эвдусиан, Псевдо-Арриан указывает: «Итак, от Синдской гавани до гавани Пагры прежде жили народы, называвшиеся керкеты или ториты, а ныне живут так называемые эвдусианы, говорящие на готском или таврском языке» (Перипл Понта Евксинского. 63 (22)). То есть либо языки смешались, либо были родственными, потому готы могли изъясняться не на германском, а на индоевропейском языке, так же, как и тавры на германском в свою очередь.

## В археологии
Существует гипотеза, что тавры, на определённом этапе существования, соответствуют археологической кизил-кобинской культуре. Археологи связывают с таврами многочисленные памятники этой культуры, расположенные в горном и предгорном Крыму.
Характерные таврские захоронения представляют ящик из четырёх каменных плоских плит (иногда весьма массивных), перекрытых сверху пятой. Они широко распространены в горном Крыму до настоящего времени.
Тавры не были закрытым сообществом: о том, что с течением времени тавры приняли многих беженцев из Крымской степи, следует из археологических раскопок поселения Тау-Кыпчак. Обе группы постепенно смешивались и бывшие кочевники активно интегрировались в хозяйственную жизнь горцев, создав целый ряд переходных предгорных сообществ.
О хозяйственной жизни тавров известно немного. Помимо стычек и локальных конфликтов с жителями приморских греческих городов тавры начали осваивать и традиции чаирного садоводства. Раскопки поселения Уч-баш кизил-кобинской культуры показали использование ими черешни, алычи и вишни.

## Сведения античных авторов и эпиграфики
Впервые о таврах упоминает древнегреческий историк Геродот, в рассказе о скифо-персидской войне. Тавры были среди тех народов, которые отказали скифам в помощи против персов. Геродот писал, что они жили в горной местности на полуострове, вдающемся в Понт, между Керкинитидой и Херсонесом Скалистым (до Керченского пролива). Эллинов и мореходов, попавших к ним в плен, они приносили в жертву своей богине Деве, упоминаемой древними греками в мифе об Ифигении . Пленников ударяли дубиной по голове и сбрасывали в море или, по другим сведениям, закапывали в землю. Захваченным в бою врагам отрубали головы и выставляли их вокруг дома на высоких шестах в качестве охранителей. «Живут тавры грабежом и войной», заканчивает Геродот. Таврский царь (или цари) присутствовал на совете племён перед вторжением персов.
В найденном в Херсонесе декрете в честь Диофанта, полководца царя Митридата, относящемся ко II веку до н. э., упомянуто, что были подчинены тавры, жившие около Херсонеса. Царь Боспора Аспург, судя по ряду надписей, в начале I века подчинил многие окрестные племена, в том числе и тавров.
В дальнейшем сведения о таврах чрезвычайно разрознены. Страбон писал, что в гавани Символон (Балаклава) недалеко от Херсонеса собирались их банды и грабили корабли. Тацит упоминал о гибели в 49 году в земле тавров части римских воинов, ставших жертвами кораблекрушения, в том числе префекта когорты. Аммиан Марцеллин также говорил о свирепости этого племени и о том, что римская чернь ревёт подобно таврам. Он также указывал, что три таврских племени: арихи, синхи (возможно, синды) и напеи — наиболее злобны. Относительно обычая жертвоприношений Деве, которую также называли Орсилохой, Аммиан сообщал, что жертв закалывали, а их головы прибивали на стены храма «как вечные памятники славным деяниям».
На территории Херсонеса были найдены надгробия с указанием о том, что покойный был убит таврами, а на территории Боспорского царства на некоторых надгробиях было написано, что сам умерший был тавром.
Можно предполагать деление тавров на разные племена, возглавлявшимися вождями. Поклонение Деве было воспринято от тавров и жителями Херсонеса, но без сопутствующих жертвоприношений.